# Dancing Days
«Dancing Days» — песня английской рок-группы Led Zeppelin, вошедшая в их пятый студийный альбом Houses of the Holy (1973). Песня была выпущена в мае 1973 года в качестве би-сайда к синглу «Over the Hills and Far Away».

## История создания
После тура Led Zeppelin по Австралии и Новой Зеландии в начале 1972 года Джимми Пейдж и Роберт Плант намеревались посетить Сингапур, однако им отказали во въезде в страну из-за	существовавшего там в то время запрета на ношение мужчинами длинных волос. Зато Индия с радостью приняла музыкантов, и в марте 1972 года они оказались в Мумбаи (тогда ещё Бомбее). Культура города произвела на них сильное впечатление, и индийское влияние отчётливо прослеживается в песне «Dancing Days» — плавной, но мощной композиции с «змееподобными» риффами Пейджа в стиле раги. Пейдж говорил, что его вдохновляло стремление к чему-то «более весёлому и свежему», что отличалось бы от мрачных и тяжёлых композиций на предыдущих альбомах.
Работа над «Dancing Days» велась в Stargroves — загородном доме в Хэмпшире, принадлежащем вокалисту The Rolling Stones Мику Джаггеру. Для записи была арендована передвижная студия The Rolling Stones и снова нанят звукоинженер Эдди Крамер, с которым они уже работали над Led Zeppelin II. По его словам, когда группа начала играть трек, он обрёл удивительную энергетику и «великолепный ритм», во многом благодаря барабанам Джона Бонэма, которые добавили упругости и динамики. Прослушивая финальный микс на солнечной лужайке в Stargroves, участники группы в порыве радости обнялись и пустились в пляс, не скрывая восторга от получившегося звучания. Дальнейшая запись и сведение проходили в мае 1972 года в Olympic Studios и Electric Lady в Нью-Йорке, также при участии Эдди Крамера.
«Да, эта песня — настоящий праздник, она полна радости. Но я бы сказал, что вообще Houses of the Holy — это альбом с множеством настроений. Каждая песня передаёт какую-то эмоцию или настроение, и по этим разным стилям слышно, как группа взрослеет. Видно логичное развитие с каждым альбомом, расширение границ и риски, которые мы на себя брали. Или, можно сказать, это новое неизведанное пространство, которое ещё предстояло цивилизовать и покорить», — рассказывал Пейдж в интервью, говоря об альбоме и своём подходе к работе над ним.
Он также отметил уникальность «Dancing Days», вспоминая запись слайд-гитары в Studio One на Olympic: «Я установил усилитель в студии, а сам остался в аппаратной и сделал звук максимально громким, чтобы можно было уловить атмосферу всей комнаты. Мне даже не пришлось обдумывать партию заранее — всё вышло само собой. Когда позже остальные участники группы услышали, что получилось, они были впечатлены и сказали: “Вау!”».
Джимми Пейдж объяснил, что при создании «Dancing Days» он сознательно добавил диссонанс в начальный рифф, чтобы песня не казалась слишком «уютной». Пейдж подчёркнул, что такие гармонии растягивают и усложняют композицию, придавая ей хоть и мрачное, но естественное звучание. Это не лёгкий, предсказуемый ритм; песня сохраняет определённую напряжённость и напор, несмотря на жизнерадостное название: «Это Dancing Days, но это же не диско! Это нечто другое, не просто очередная ритмичная песня. В ней есть намерение, она — нападение. Я стремился исследовать новые области гармонии, исследовать границы — может, даже выйти за их пределы».
«Dancing Days» стал первым треком с альбома, предложенный для радио лейблом Atlantic. Его премьера состоялась 24 марта 1973 года на BBC Radio One в программе Rosko Lunch Time Show.

## Отзывы
Сразу после выхода альбома Houses of the Holy музыкальный журналист Гордон Флетчер в Rolling Stone раскритиковал «Dancing Days», назвав её «простым наполнителем для альбома». Флетчер счёл, что подобные песни Led Zeppelin демонстрируют их «дефицит умения сочинять музыку», и заявил, что группа гораздо сильнее в переработке чужих мелодий, нежели в создании своего собственного материала.
50 лет спустя британский журнал Classic Rock отозвался о песне уже более позитивно, назвав её «одной из самых недооцененных рок-композиций Zeppelin». Журнал The New Yorker отметил «жуткие царапающие аккорды», открывающие «Dancing Days».
Критик с сайта PopMatters выразил мнение, что «Dancing Days» — «это одновременно и самый заурядный трек на Houses of the Holy, и самый безопасный выбор для ведущего сингла», добавив, что «этот парадокс неудивителен: учитывая, что значительная часть материала пластинки весьма отличалась от того, что публика привыкла ожидать от группы — ведь вряд ли кто-то мог предположить, что после языческого эпоса “Stairway to Heaven” последует фанковый трек “D'yer Mak'er” в духе Боба Марли — и те, кто решал, какой трек будет хорошим синглом, вероятно, стремились хотя бы отчасти снизить планку и выбрать для стороны “Б” вариант попроще».

## Участники записи
Исполнители
- Роберт Плант — вокал
- Джимми Пейдж — гитара
- Джон Пол Джонс — бас-гитара, орган
- Джон Бонэм — барабаны

Технический состав
- Эдди Крамер — звукоинженер, сведение

## Концертные выступления
«Dancing Days» исполнялась группой на концертах задолго до официального релиза. Первое задокументированное исполнение состоялось 19 июня 1972 года в Сиэтле, где песню сыграли дважды: в основном сете и на бис. После этого «Dancing Days» часто звучала на оставшихся концертах тура, а одну из версий можно услышать на концертном альбоме How the West Was Won (2003). Однако с выходом Houses of the Holy песня была в основном исключена из концертной программы, хотя сокращённая акустическая версия иногда исполнялась в туре по США в 1977 году, а полная электрическая версия прозвучала на бис 13 июля 1973 года в Cobo Hall в Детройте, запись которой представлена на бутлеге Monsters of Rock.

## Кавер-версии
Выборочный список исполнителей, записавших свои версии «Dancing Days», представлен в таблице:
| Исполнитель                                           | Альбом                                       | Год  |
| ----------------------------------------------------- | -------------------------------------------- | ---- |
| Stone Temple Pilots                                   | Encomium: A Tribute to Led Zeppelin          | 1995 |
| Vitamin String Quartet                                | The String Quartet Tribute to Led Zeppelin   | 2006 |
| Vanilla Fudge                                         | Out Through the In Door                      | 2007 |
| Gov't Mule                                            | Holy Haunted House                           | 2008 |
| John Wetton, Geoff Downes, Alan White, Billy Sherwood | The Ultimate Tribute to Led Zeppelin         | 2008 |
| Jack Russell's Great White                            | Great Zeppelin II: A Tribute to Led Zeppelin | 2021 |
| Beth Hart                                             | A Tribute to Led Zeppelin                    | 2022 |

### Кавер-версия Stone Temple Pilots
Версия в исполнении группы Stone Temple Pilots вышла на сборнике Encomium: A Tribute to Led Zeppelin (1995). Несмотря на то, что песня официально не выпускалась в качестве сингла, она стала радиохитом, достигнув номера 3 на Album Rock Tracks и номера 63 на Billboard Hot 100 Airplay, номера 11 в чарте Modern Rock Tracks и номера 46 в Canadian Singles Chart.
| Чарт (1995)                               | Высшая позиция |
| ----------------------------------------- | -------------- |
| Canadian Singles Chart                    | 46             |
| U.S. Billboard Hot 100 Airplay            | 63             |
| U.S. Billboard Hot Mainstream Rock Tracks | 3              |
| U.S. Billboard Hot Modern Rock Tracks     | 11             |